# Pierre Robinault de Saint-Régeant
Pierre Robinault de Saint-Régent ou Saint-Régeant, dit Pierrot, né le 30 septembre 1766 à Lanrelas et mort le 20 avril 1801 à Paris, est un officier chouan pendant la Révolution française.

## Biographie
Issu de parents pauvres et de petite noblesse, il entre dans l'artillerie de marine peu de temps avant le début de la Révolution française. Il émigre un temps, puis retourne en Bretagne où il rejoint les chouans.
Il est alors actif dans la région de Saint-Méen-le-Grand, La Trinité-Porhoët, Mohon, Lanouée, Merdrignac et Broons. En août 1795, Georges Cadoudal partage le département du Morbihan en douze divisions et Saint-Régent est nommé à la tête de celle de Loudéac.
Pierre-Marie de Kérigant , fils du chef chouan François Marie Garnier de Kérigant, dépeint Saint-Régent comme étant « d'un caractère très doux, très intelligent, très bien élevé, et l'un des ennemis les plus énergiques de la Révolution »,. Il est décrit comme un homme de petite taille — 1 mètre 40 — avec des yeux bleus, un nez un peu long et effilé et un visage maigre.
En 1798, Saint-Régent reçoit Jean-Pierre-Antoine de Béhague, chargé par le comte d'Artois de prendre la tête de l'Armée catholique et royale de Bretagne, mais celui-ci regagne rapidement l'Angleterre. D'après les mémoires de Julien Guillemot, Béhague s'avère être un « vieillard goutteux et, par conséquent, incapable de beaucoup d'activité »,
Le 9 mai 1798, le comte d'Artois élève Saint-Régent au grade de colonel d'infanterie, à prendre rang du 15 juin 1795.
En 1799, Georges Cadoudal réorganise l'Armée catholique et royale du Morbihan et, sur proposition de Saint-Régent, ses « divisions » sont rebaptisées en « légions ». Saint-Régent est alors la tête de 5e légion, dit de La Trinité-Porhoët et Mohon. Sévère Le Mintier Le Hellec est sont lieutenant-colonel, Joseph-Urbain de Troussier son major et ses chefs de bataillons sont Félix Dujardin, Pierre Gaudin et Bouché,.
En 1800, Cadoudal envoie Saint-Régent à Paris avec quelques autres chouans, avec pour mission de réunir des armes et des recrues en vue d'assassiner le Premier consul Napoléon Bonaparte. Saint-Régent prend cependant l'initiative d'organiser l'explosion d'une « machine infernale ». Le 24 décembre 1800, Bonaparte échappe de peu à l'attentat de la rue Saint-Nicaise,. Saint-Régent allume lui-même les mèches de la machine infernale, mais celle-ci explose après le passage de la voiture du Premier consul, faisant 22 morts et des dizaines de blessés. Saint-Régent est lui-même blessé par l'explosion du baril de poudre, qui le laisse à demi suffoqué et presque aveuglé. Il écrit cependant à Cadoudal pour lui rendre compte de son échec en se désignant lui-même dans son courrier, par le nom de « malfaiteur », mais il est arrêté avant de pouvoir l'expédier,.
Saint-Régent est guillotiné avec François-Joseph Carbon, en place de Grève, à Paris, le 30 germinal an IX (20 avril 1801). Son corps fut inhumé dans une fosse commune du cimetière des suppliciés, le cimetière de Sainte-Catherine.